# شهر تاریخی سیما
شهر تاریخی سیما مربوط به سده‌ها اولیه دوران‌های تاریخی پس از اسلام است و در شهرستان قیروکارزین، بخش افرز، دهستان افزر، منطقه سرافزر واقع شده و با شمارهٔ ثبت ۲۶۶۲۲ به‌عنوان یکی از آثار ملی ایران به ثبت رسیده است.